# Eric Bellinger
Eric Aldwin Bellinger Jr. (Norwalk, 27 marzo 1984) è un cantautore e paroliere statunitense.
Dopo aver intrapreso una carriera come autore per artisti come Chris Brown, The Game, Usher, Justin Bieber, Jennifer Hudson e Selena Gomez & The Scene, dal 2013 è attivo anche come interprete.

## Biografia
Nato e cresciuto nella città di Norwalk da una famiglia legata al mondo della musica (suo nonno era il cantautore Bobby Day), durante l'adolescenza Bellinger milita nel gruppo R&B AKNU, con cui ottiene un contratto discografico con Epic Records durante gli anni 2000. Nonostante il mancato lancio del gruppo nel mercato discografico, Bellinger ha la possibilità di iniziare a lavorare come paroliere, esordendo nel 2010 nel brano Intuition di Selena Gomez & The Scene, incluso nell'album A Year Without Rain.
Continua a lavorare con artisti pop fino all'anno successivo, quando intraprende una lunga serie di collaborazioni con il cantante R&B Chris Brown. In particolare, Bellinger prende parte alla scrittura di alcuni brani inclusi nell'album F.A.M.E., progetto vincitore di un Grammy Award al miglior album R&B. Per il singolo New Flame, inoltre, lo stesso Bellinger ottiene una nomina al Grammy Award per la miglior canzone R&B in quanto autore del brano. Seguono ulteriori collaborazioni con artisti R&B come Usher e Brandy, oltre a lavorare ancora con interpreti pop come Justin Bieber. Nel 2013 pubblica il suo primo mixtape come interprete Born II Sing Vol. 1, a cui fa seguito l'anno successivo il suo album d'esordio Rebirth.
Firma successivamente un accordo discografico con 300 Entertainment, con cui pubblica i progetti A Cuffing Season e A Cuffing Season Part. 2. Segue un secondo accordo discografico con Empire Distribution, con cui vengono pubblicati i suoi album successivi fino al 2021. Continua nel frattempo a lavorare con autore per numerosi cantanti e rapper, concentrandosi esclusivamente su lavori R&B e hip hop. Nel 2021 pubblica l'album New Life, con cui ottiene la sua prima nomination ai Grammy Award nella categoria miglior album R&B progressivo. Nel 2013 pubblica il suo primo album natalizio, Eazy Christmas. Nel 2024 pubblica l'album The Rebirth 3: the Party & the Bedroom e annuncia un relativo tour.

## Vita privata
Dal gennaio 2015 è sposato con l'attrice e cantante La'Myia Good, sorella dell'attrice Meagan Good, da cui ha avuto due figli.

## Discografia (parziale)

### Album da solista
- 2014 – The Rebirth
- 2015 – Cuffing Season
- 2015 – Cuffing Season, Part. 2
- 2018 – Eazy Call
- 2019 – The Rebirth 2
- 2019 – Saved by the Bellinger
- 2019 – Cuffing Season, Part. 3
- 2021 – New Life
- 2023 – Eazy Christmas
- 2024 – The Rebirth 3: the Party & the Bedroom

### Album collaborativi
- 2018 – Nine (con A.D.)
- 2020 – Scenarios (con Chase N. Cash)
- 2020 – Optimal Music (con Nieman J)
- 2021 – 1-800-HIT-EAZY (con Hitmaka)

### Singoli
- 2014 – I Don't Want Her (feat. Problem)
- 2015 – Valet (feat. Fetty Wap e 2 Chainz)
- 2019 – Type a Way (feat. Chris Brown e OG Parker)
- 2019 – Moist (feat. K Camp)
- 2021 – Only You (con Hitmaka)
- 2021 – Hit Eazy (con Hitmaka)
- 2023 – Curious (con Fabolous e Cordae)